# Вортвілл (Кентуккі)
Вортвілл (англ. Worthville) — місто (англ. city) в США, в окрузі Керролл штату Кентуккі. Населення — 181 особа (2020).

## Географія
Вортвілл розташований за координатами 38°36′35″ пн. ш. 85°4′7″ зх. д. / 38.60972° пн. ш. 85.06861° зх. д. (38.609656, -85.068593).  За даними Бюро перепису населення США в 2010 році місто мало площу 0,66 км², з яких 0,66 км² — суходіл та 0,00 км² — водойми.

## Демографія
Згідно з переписом 2010 року, у місті мешкало 185 осіб у 68 домогосподарствах у складі 44 родин. Густота населення становила 279 осіб/км².  Було 85 помешкань (128/км²).
Расовий склад населення:
| - 94,1 % — білих - 1,6 % — чорних або афроамериканців |

До двох чи більше рас належало 4,3 %. Частка іспаномовних становила 0,0 % від усіх жителів.
За віковим діапазоном населення розподілялося таким чином: 24,3 % — особи молодші 18 років, 66,0 % — особи у віці 18—64 років, 9,7 % — особи у віці 65 років та старші. Медіана віку мешканця становила 37,7 року. На 100 осіб жіночої статі у місті припадало 94,7 чоловіків;  на 100 жінок у віці від 18 років та старших — 94,4 чоловіків також старших 18 років.
Середній дохід на одне домашнє господарство  становив 40 293 долари США (медіана — 32 500), а середній дохід на одну сім'ю — 46 247 доларів (медіана — 41 875). За межею бідності перебувало 16,4 % осіб, у тому числі 22,1 % дітей у віці до 18 років та 0,0 % осіб у віці 65 років та старших.
Цивільне працевлаштоване населення становило 67 осіб. Основні галузі зайнятості: освіта, охорона здоров'я та соціальна допомога — 23,9 %, науковці, спеціалісти, менеджери — 19,4 %, виробництво — 13,4 %, роздрібна торгівля — 11,9 %.